# Вест-Ліберті (Пенсільванія)
Вест-Ліберті (англ. West Liberty) — місто (англ. borough) в США, в окрузі Батлер штату Пенсільванія. Населення — 335 осіб (2020).

## Географія
Вест-Ліберті розташований за координатами 41°0′33″ пн. ш. 80°4′0″ зх. д. / 41.00917° пн. ш. 80.06667° зх. д. (41.009303, -80.066626).  За даними Бюро перепису населення США в 2010 році місто мало площу 10,04 км², з яких 9,97 км² — суходіл та 0,08 км² — водойми.

## Демографія
Згідно з переписом 2010 року, у селищі мешкали 343 особи в 131 домогосподарстві у складі 96 родин. Густота населення становила 34 особи/км².  Було 147 помешкань (15/км²).
Расовий склад населення:
| - 95,6 % — білих - 0,9 % — азіатів |

До двох чи більше рас належало 3,5 %. Частка іспаномовних становила 0,0 % від усіх жителів.
За віковим діапазоном населення розподілялося таким чином: 23,9 % — особи молодші 18 років, 60,6 % — особи у віці 18—64 років, 15,5 % — особи у віці 65 років та старші. Медіана віку мешканця становила 43,3 року. На 100 осіб жіночої статі у селищі припадало 114,4 чоловіків;  на 100 жінок у віці від 18 років та старших — 112,2 чоловіків також старших 18 років.
Середній дохід на одне домашнє господарство  становив 57 367 доларів США (медіана — 44 167), а середній дохід на одну сім'ю — 66 224 долари (медіана — 48 958). За межею бідності перебувало 22,1 % осіб, у тому числі 36,6 % дітей у віці до 18 років та 0,0 % осіб у віці 65 років та старших.
Цивільне працевлаштоване населення становило 159 осіб. Основні галузі зайнятості: роздрібна торгівля — 22,0 %, будівництво — 17,6 %, освіта, охорона здоров'я та соціальна допомога — 17,0 %.